# Vanilleae
Die Tribus Vanilleae gehört zur Familie der Orchideen (Orchidaceae). Die zehn oder elf Gattungen sind weltweit in den Tropen verbreitet, nur wenige Arten wachsen in subtropischem oder gemäßigtem Klima. Es finden sich hier zahlreiche Kletterpflanzen sowie mykoheterotrophe Pflanzen.

## Beschreibung

### Vegetative Merkmale
Die Tribus Vanilleae umfasst äußerlich sehr verschiedene geformte Arten, von sehr kleinen, blattgrünlosen Pflanzen bis zu großen Lianen.
Die Wurzeln sind lang und fleischig. Die kletternden Arten haften sich mit ihren Luftwurzeln fest. Velamen ist entweder nicht vorhanden, nur eine Zellschicht dick oder umfasst mehrere Zellschichten. Die Sprossachse ist im Gegensatz zu den verwandten Pogonieae nie hohl. Die Laubblätter stehen wechselständig am Stängel verteilt, sie sind häufig ledrig oder fleischig, oft mit netzförmiger Blattaderung. Einige Arten besitzen keine Blätter und betreiben Photosynthese nur über die grünen Sprossachsen, andere blattlose Arten leben mykoheterotroph.

### Generative Merkmale
Der traubige oder verzweigte Blütenstand ist end- oder seitenständig. Die Blüten sind resupiniert, oft groß und farbig, meistens sind sie nur kurzlebig. Die zwittrigen Blüten sind zygomorph und dreizählig. Zwischen Fruchtknoten und Blütenhülle gibt es ein Trenngewebe, der Fruchtknoten kann einkammrig oder dreikammrig sein. Die Blütenhüllblätter sind nicht miteinander verwachsen. Sepalen und seitliche Petalen ähneln einander. Die Lippe ist meist dreilappig, oft an ihrer Basis mit der Säule zu einer Röhre verwachsen und mit Kielen, Anhängseln oder Haaren besetzt. Die Säule ist schlank, das Staubblatt ist um mehr als 90° gegenüber der Säulenachse herabgebogen. Die Säule bildet oft ein haubenartiges Gewebe über dem Staubblatt (Klinandrium), das seitlich mit Anhängseln versehen ist. Die Pollenkörner liegen einzeln (Monaden) vor, der Pollen ist nur selten zu Pollinien verklebt.
Die Früchte sind Kapselfrüchte oder ledrige Beeren. Die Samen sind relativ groß, bei einigen Gattungen mit harter Samenschale, bei anderen umhüllt die Samenschale nur locker den Embryo (wie bei den meisten Orchideen).

## Verbreitung
Die Arten der Tribus Vanilleae sind weltweit in den Tropen verbreitet. Die Gattung Vanilla, die mit Abstand die meisten Arten stellt, hat ihren Schwerpunkt in Südamerika, ist aber auch mit vielen Arten in Afrika und Asien vertreten. Epistephium kommt nur in Südamerika vor. Die weiteren Gattungen finden sich in Ost- und Südostasien von Japan bis Neuguinea, auf einigen Pazifik-Inseln und im Nordosten Australiens. Die zwei monotypischen Gattungen Clematepistephium und Eriaxis sind endemisch auf Neukaledonien.

## Systematik
Die Tribus Vanilleae wurde 1835 durch Blume in Rumphia, Band 1, S. 196 aufgestellt.
Die Tribus Vanilleae zählt zur Unterfamilie Vanilloideae innerhalb der Familie Orchidaceae. Schwestertaxon sind die Pogonieae. Dressler unterteilt die Tribus weiter in drei Subtriben Galeolinae, Lecanorchidinae und Vanillinae; eine Unterteilung, die durch neuere Studien nicht bestätigt werden konnte. Der Umfang der Vanilleae ist bei verschiedenen Autoren im Wesentlichen gleich, lediglich die wenig erforschte Gattung Pogoniopsis wird von Pansarin 2008 von den Pogonieae ausgeschlossen und zu den Vanilleae gestellt.
Gattungen der Tribus Vanilleae:
- Clematepistephium
- Cyrtosia
- Dictyophyllaria
- Epistephium
- Eriaxis
- Erythrorchis
- Galeola
- Lecanorchis
- Pogoniopsis - bisher in Pogonieae, aber zweifelhaft
- Pseudovanilla
- Vanilla